# 4190 Kvasnica
4190 Kvasnica (1980 JH) là một tiểu hành tinh vành đai chính được phát hiện ngày 11 tháng 5 năm 1980 bởi Ladislav Brožek ở Klet.